# Ahmad Faraj
Ahmad Faraj (arab. ‏احمد فرج‎; ur. 6 marca 1966) – emiracki pływak, dwukrotny olimpijczyk.
Wziął udział w Letnich Igrzyskach Olimpijskich 1988 w Seulu, gdzie uczestniczył w sześciu konkurencjach. Indywidualnie najwyższe miejsce zajął w wyścigu na 200 m stylem dowolnym, w którym był na 62. pozycji (wyprzedził jednak tylko 13-letniego Émile’a Lahouda z Libanu). Ponadto był 63. ex aequo na 50 m stylem dowolnym i 73. na 100 m stylem dowolnym. Pozostałe trzy konkurencje, w których uczestniczył, były sztafetami. Najwyższe osiągnął w sztafecie 4 × 200 m stylem dowolnym (14. miejsce), wśród sklasyfikowanych drużyn zespół z ZEA był jednak ostatni. Podobnie było w pozostałych dwóch konkurencjach (19. lokata w 4 × 100 m stylem dowolnym i 25. pozycja w 4 × 100 m stylem zmiennym).
Na igrzyskach w Barcelonie startował dokładnie w tych samych konkurencjach. Najlepszy wynik indywidualny ponownie osiągnął na 200 m stylem dowolnym (53. miejsce, ponownie wyprzedził jednak tylko jednego sklasyfikowanego zawodnika – Jean-Paula Adama z Seszeli). W obu sztafetach w stylu dowolnym emiraccy pływacy byli na 18. miejscu, zaś stylem zmiennym uzyskali 23. rezultat (wszystkie te sztafety osiągały najgorsze wyniki w swoich rywalizacjach).